# Omuta
Omuta (Japans: 大牟田市, Ōmuta-shi) is een Japanse stad in de prefectuur Fukuoka. In 2015 telde de stad 117.599 inwoners.

## Geschiedenis
Op 1 maart 1917 werd Omuta benoemd tot stad (shi).
Gedurende de oorlog met Japan bevond zich hier krijgsgevangenenkamp Fukuoka 17B. De gevangenen, onder wie veel Nederlandse KNIL-militairen, werden hier verplicht in de mijnen te werken. Een groot aantal overlevenden van het kamp zag de atoombom op Nagasaki. Velen hadden geen idee wat er gebeurde. Dagen daarna werden ze bevrijd en met geblindeerde treinen door het getroffen gebied naar een Amerikaanse basis vervoerd, vanwaar ze werden teruggebracht naar Nederland of voormalig Nederlands-Indië.

## Partnersteden
- Muskegon, Verenigde Staten
- Datong, China

Steden:
Asakura · Buzen · Chikugo · Chikushino · Dazaifu · Fukuoka (hoofdstad) · Fukutsu · Iizuka · Itoshima · Kama · Kasuga · Kitakyushu · Koga · Kurume · Miyama · Miyawaka · Munakata · Nakagawa · Nakama · Nogata · Ogori · Okawa · Omuta · Onojo · Tagawa · Ukiha · Yame · Yanagawa · Yukuhashi

Districten:
Asakura · Chikujo · Kaho · Kasuya · Kurate · Mii · Miyako · Mizuma · Onga · Tagawa · Yame
Gemeenten per district